# Čtyřnásobná vražda v Brně-Ivanovicích
Čtyřnásobná vražda v Brně-Ivanovicích se stala dne 22. května 2013, kdy došlo v domě v Brně-Ivanovicích k vyvraždění rodiny Harokových – matky, otce a dvou synů, z nichž jeden byl nezletilý. Z vraždy byl obžalován Kevin Dahlgren, příbuzný rodiny, u které dočasně bydlel. Krajský soud v Brně ho 20. července 2016 odsoudil k doživotnímu trestu odnětí svobody a k zaplacení odškodného pozůstalým ve výši 415 000 Kč. Vrchní soud v Olomouci dne 23. března 2017 rozsudek soudu prvního stupně potvrdil. Dne 11. ledna 2018 pachatel spáchal ve valdické věznici sebevraždu.
Kevin Dahlgren se stal prvním občanem Spojených států amerických, který byl vydán americkou justicí do Česka.

## Pachatel
Kevin Dahlgren (* 10. června 1992) byl jako bratranec zavražděné ženy s ní a její rodinou v příbuzenském vztahu. Jeho rodina žila v Sacramentu v Kalifornii v USA. Podle vyjádření sousedů přijel Kevin Dahlgren k rodině na návštěvu z USA na konci dubna 2013, aby si „odpočinul od svých psychických problémů“. Stravoval se v restauraci, která je v blízkosti domu Harokových. Servírky z restaurace prohlásily, že si ho zapamatovaly podle toho, že si přibližně každý druhý den objednával stejné jídlo. Byl prý milý a slušný host. Jeden ze sousedů rodiny zmínil, že od něj Dahlgren chtěl koupit marihuanu a nabízel mu lekce angličtiny. Tyto lekce za 200 Kč/hod. nabízel i na svém facebookovém profilu, který si založil 4. května, tedy zhruba ve stejné době, kdy přijel do České republiky. Dahlgren měl údajně ovládat bojové sporty.

## Oběti
Otec rodiny, Martin Harok, působil v hudební skupině Ukulele Orchestra jako Brno. Mladší ze synů, David, studoval na brněnském gymnáziu a hrál fotbal. Starší syn Filip studoval na brněnské Masarykově univerzitě a ve svém volném čase hrál ve stejné skupině jako jeho otec. Matka Veronika Haroková učila na základní škole v Brně dějepis a český jazyk a byla rovněž oblíbenou výchovnou poradkyní.

## Průběh vraždy
Vraždy se udály v rodinném domě Harokových, v Brně-Ivanovicích, v Zatloukalově ulici 404/49a. První tři oběti zavraždil ráno 22. května 2013 (nejspíše krátce před 8. hodinou), nejmladšího syna zabil po jeho příchodu ze školy brzo odpoledne. Podle kriminalistů i soudu byly vraždy provedeny obzvlášť brutálním způsobem. Pachatel použil nože, sekery a u nejmladší oběti také kámen. Obětem zasadil velké množství ran. Po dokonání vražd zabalil těla svých obětí do textilií, umístil je v garáži domu a minimálně tři ze čtyř těl se pokusil spálit a zahladit tak stopy. Mezitím stihl ještě přebrat poštu a ve spěchu poslat pryč ženu, která přišla uklidit dům. Pak odjel taxíkem. Dýmu z tohoto ohně si všimli sousedé a zavolali hasiče, kteří následně objevili oběti. K tomu došlo ve středu večer kolem desáté hodiny 22. května. V té době již podezřelý Dahlgren pravděpodobně nebyl v České republice.

## Útěk do USA
Policie posléze vyhlásila pátrání po Kevinovi Dahlgrenovi a kontrolovala i hraniční přechody. Dahlgren poslal SMS svému známému z USA, který mu našel místo anglického lektora na brněnské univerzitě, že mu za vše děkuje, ale že je na cestě do Vídně. Dále měl podle rakouského deníku Kronen Zeitung poslat také textovou zprávu své kamarádce z Vídně, v níž se přiznal, že právě zabil čtyři lidi a že je na cestě do Vídně. Tato informace byla českou policií označena jako nepravdivá. Na svou cestu použil podle rakouských deníků motorku, česká policie to však popřela (motorka jeho strýce nechyběla) a později uvedla, že do Rakouska odjel taxíkem. O jeho pobytu ve Vídni (jedna noc) nejsou zveřejněny žádné informace. Ve čtvrtek 23. května odletěl letem č. 93 Austrian Airlines v 10:25 hod. SELČ do Washingtonu. Let trval devět a půl hodiny. Po příletu letadla do Washingtonu byl Dahlgren zatčen úředníky FBI a poté byl umístěn do tzv. vydávací vazby.

## Vydání do Česka
Dahlgrena krátce vyslechla americká soudkyně, k níž se měl chovat velmi slušně a vychovaně – byl spoutaný a byl v zelené trestanecké kombinéze. Dahlgren zažádal o právníka, kterého by měli financovat jeho rodiče. Na webu Českého rozhlasu byla uvedena kompletní zpráva z tohoto výslechu. Další výslech proběhl ve středu 29. května 2013. Dahlgrena měl obhajovat jeden z nejznámějších advokátů USA Theodore Simon, který mj. obhajoval i Američanku Amandu Knoxovou, zprvu usvědčenou z vraždy v Itálii. Obhájce se snažil o propuštění Dahlgrena na svobodu a o jeho nevydání do České republiky. V Česku byl Dahlgrenovi přidělen jako obhájce ex offo právník Richard Špíšek. Dahlgren americké policii vypověděl, že rodinu již našel zavražděnou při návratu do domu, a protože se bál, rozhodl se utéct.
Česká republika měla od zatčení lhůtu 60 dnů, aby požádala o jeho vydání. V Česku mu hrozilo 15 až 20 let vězení, příp. výjimečný trest (až doživotí), v USA naopak platí podle vyjádření ministerstva spravedlnosti tzv. zásada teritoriality, což znamená, že by za skutky, které spáchal mimo území USA, nemohl být souzen. V srpnu 2015 byl ale nakonec vydán ze Spojených států amerických k trestnímu stíhání do České republiky. Soudní proces u brněnského krajského soudu začal 31. května 2016.

## Odsouzení a výkon trestu
Dne 20. července 2016 vynesl předseda senátu Krajského soudu v Brně Michal Zámečník rozsudek, kterým byl Kevin Dahlgren odsouzen k výjimečnému trestu odnětí svobody na doživotí a bylo rozhodnuto o jeho umístění do zabezpečovací detence. Podle soudu byl pachatel usvědčen mnoha nepřímými důkazy, které tvoří ucelený řetězec. Dahlgrenova těžká smíšená porucha osobnosti, která vznikla už v dětství a jejímiž projevy jsou také tendence k agresi, mu v době spáchání vraždy jen mírně snižovala jeho ovládací a rozpoznávací schopnosti. Dahlgrenovo jednání bylo promyšlené a racionální, bez známek duševní choroby. Dahlgrena shledal soud v době spáchání trestného činu příčetným. Dále mu soud nařídil uhradit dvěma pozůstalým příbuzným ženám nemajetkovou újmu 240, resp. 175 tisíc Kč a se zbytkem nároků je odkázal k civilnímu soudu. Podle soudu si Dahlgren činem řešil svoje osobní problémy se svým egem a se svými pocity. Dahlgren se proti rozsudku soudu prvního stupně na místě odvolal. Dne 23. března 2017 Vrchní soud v Olomouci Dahlgrenovo odvolání zamítl a rozsudek soudu prvního stupně potvrdil. V září 2017 podal Dahlgren k Nejvyššímu soudu dovolání, které se s odvoláním na jeho psychický stav týkalo umístění do detence místo do výkonu trestu, případně zmírnění trestu.
Dne 11. ledna 2018 spáchal Kevin Dahlgren ve věznici Valdice sebevraždu. Nejvyšší soud musel dle zákona o dovolání rozhodnout i přes úmrtí dotyčného. Dne 31. ledna 2018 dovolání odmítl, což odůvodnil brutalitou, bezcitností a zákeřností činu.